# Enrique Ayora Sosa
Enrique de Jesús Ayora Sosa (30 de abril de 1987, Valladolid, Yucatán, México) es un político mexicano e ingeniero civil, perteneciente al Movimiento Regeneración Nacional. Desde el 1 de septiembre de 2018 al 31 de agosto de 2021, se desempeñó como presidente municipal de Valladolid, Yucatán. Igualmente de 2015-2018 fungió como director de Desarrollo Urbano y Obras Públicas en la administración de su antecesora, Alpha Tavera Escalante.

## Biografía y Trayectoria profesional
El 30 de abril de 1987 en Valladolid, nace el segundo hijo del matrimonio entre Enrique Ayora Méndez y María Teresa Sosa Novelo. Su escuela primaria la cursó en "José María Iturralde", la secundaria en la escuela "Hispano Mexicano del Sureste" y la educación media superior en la "Preparatoria Valladolid". Estudió ingeniería civil en la Universidad Autónoma de Yucatán. Está casado con Anahí Novelo, con la que ha tenido un hijo, de nombre Enrique Ayora Novelo.

## Trayectoria política

### Director de Desarrollo Urbano y Obras Públicas de Valladolid (2015-2018)
En 2015 fue invitado por la presidenta municipal de Valladolid, Alpha Tavera Escalante para ocupar el cargo de director de Desarrollo Urbano y Obras Públicas, puesto que desempeñó hasta marzo de 2018.

### Candidato a la alcaldía de Valladolid (2018)
En 2018 dio a conocer sus aspiraciones para ser presidente del municipio de Valladolid. En los comicios del 2 de julio, tras concluir el cómputo del 100% de las actas de la elección municipal, Ayora como candidato de la coalición  "Juntos Haremos Historia" entre el Movimiento Regeneración Nacional, Encuentro Social (PES) y Partido del Trabajo (PT) obtuvo un total de 13,207 votos, con una diferencia de 4,541 votos de su competidor más cercano.

### Presidente municipal de Valladolid (2018-2021)
las inversiones ejercidas en su gestión para la construcción de acciones en materia de vivienda, infraestructura vial, eléctrica y agua potable, salud, espacios públicos y deportivos,  impactaron de manera positiva en la calidad de vida de miles de vallisoletanos. De este último, se resaltó la edificación de espacios acordes a las disciplinas que lo carecían, como el caso de Box, Halterofilia y Luchas Asociadas, cuyos deportistas ya lo merecían.
De igual forma, se destacó el programa de la Donación de Sueldo de los Regidores y el Alcalde a través de la austeridad republicana, con el que se logró beneficiar a personas en situación vulnerable y de escasos recursos con la entrega de aparatos ortopédicos, sillas de ruedas, equipo quirúrgico y blancos a la Posada AME, rescatar las instalaciones y teatro de la Casa de Arte y Cultura, e instalar nuevos juegos infantiles en fraccionamientos y comisarías.